# سباستیانو پینا
سباستیانو پینا (انگلیسی: Sebastiano Pinna؛ زادهٔ ۹ آوریل ۱۹۷۱) بازیکن فوتبال اهل ایتالیا است.
از باشگاه‌هایی که در آن بازی کرده‌است می‌توان به باشگاه فوتبال کالیاری اشاره کرد.